# دردسرهای عظیم
دردسرهای عظیم یک مجموعه تلویزیونی کمدی ایرانی به کارگردانی برزو نیک‌نژاد است که فصل اول آن در ۲۵ مرداد ۱۳۹۳ از شبکه سه پخش شد. فصل دوم این مجموعه از ۲۸ خرداد ۱۳۹۴ آغاز شد و در ۲ مرداد به پایان رسید. بازیگران اصلی آن مهدی هاشمی، جواد عزتی، الناز حبیبی، مهران رجبی و مریم سعادت هستند.

## خلاصه داستان

### داستان فصل ۱
لطیف جوانی است که ناخواسته درگیر ماجرای عجیبی می‌شود که او را دچار دردسرهای فراوان کرده و مسیر زندگی‌اش را دگرگون می‌کند. بهار دختر جوانی است که خواستگارهای زیادی دارد ولی تمایلی به ازدواج ندارد. برای همین برای خلاص شدن از دست خواستگارها از لطیف کمک می‌گیرد تا به عنوان خواستگار ساختگی با او نامزد کند. مادر بهار به‌خاطر نداشتن کار با این ازدواج مخالفت می‌کند و می‌گوید که لطیف کاری را باید داشته باشد که دفترچهٔ بیمه داشته باشد و او مجبور می‌شود راننده ماشین نعش‌کش شود. شبی که لطیف قصد دارد به خواستگاری بهار برود، جنازه ای که در ماشینش هست زنده می‌شود و…

### داستان فصل ۲
لطیف و بهار به‌طور جدی قصد ازدواج با یکدیگر را دارند و خانواده لطیف برای خواستگاری بهار از شهرستان به تهران می‌آیند. در این اوضاع بچه ای در ماشین لطیف پیدا می‌شود و آن‌ها را برای ازدواج، دچار دردسرهایی می‌کند. از سوی دیگر با فوت عموی بهار، خواهر زن وی با جعل وکالت‌نامه، اموال عموی بهار را بالا می‌کشد. فرحان که خود را مدیون لطیف، بهار و اطرافیانشان می‌داند، سعی می‌کند مشکلات بوجود آمده برای آن‌ها را حل و فصل کند؛ اما...

## بازیگران اصلی
| مهدی هاشمی      | فرحان خاکپور، همسر گوهر                                                                   | اصلی  | اصلی  |
| جواد عزتی       | لطیف همکار، همسر بهار                                                                     | اصلی  | اصلی  |
| جواد عزتی       | سعید فرهنگ، همسر مونا                                                                     |       | مهمان |
| الناز حبیبی     | بهار حصاری، همسر لطیف                                                                     | اصلی  | اصلی  |
| مریم سعادت      | فیروزه خانم، مادر بهار و نوید                                                             | اصلی  | اصلی  |
| امیر غفارمنش    | ارسلان، پسر منیر خانم                                                                     | اصلی  | اصلی  |
| زهره فکورصبور   | آرزو خاکپور، دختر فرحان و نیمهٔ گمشده سابق ارسلان                                          | اصلی  | اصلی  |
| مهران رجبی      | عطا میرزاده، همسر دریا                                                                    | اصلی  | اصلی  |
| پرستو گلستانی   | گوهر، همسر دوم فرحان                                                                      | اصلی  | اصلی  |
| شهین تسلیمی     | منیر خانم، مادر ارسلان                                                                    | اصلی  | اصلی  |
| اشکان اشتیاق    | کامران خاکپور، پسر فرحان                                                                  | اصلی  | اصلی  |
| صفا آقاجانی     | دریا خانم، همسر آقای میرزاده                                                              | اصلی  | اصلی  |
| بهشاد شریفیان   | بهشاد مقصودی، شریک فرحان                                                                  | اصلی  | اصلی  |
| محمدمهدی مطلبی  | نوید حصاری، فرزند فیروزه                                                                  | اصلی  | اصلی  |
| امیرحسین صدیق   | منصور حصاری، برادر شوهر فیروزه و عموی بهار و نوید، شوهر سهیلا                             |       | اصلی  |
| حسین محب‌اهری    | منوچهر حصاری، پدر شوهر فیروزه و سهیلا، شوهر محترم پدر مسعود و منصور و پدربزرگ بهار و نوید |       | اصلی  |
| فریده سپاه‌منصور | محترم خانم، مادر شوهر فیروزه                                                              |       | اصلی  |
| مه‌لقا باقری     | سهیلا افشار، زن منصور                                                                     |       | اصلی  |
| سولماز غنی      | شبنم افشار، خواهر سهیلا                                                                   |       | اصلی  |
| افسانه ناصری    | قدسی بهرامی، مادر آرزو و همسر اول فرحان                                                   | مهمان |       |
| الهه فرشچی      | مونا شیرمرد (مادر بچه)، همسر سعید                                                         |       | مهمان |
| داریوش اسدزاده  | پیرمردی در خانه سالمندان                                                                  |       | مهمان |
| ساحل بکرانی     | بچه                                                                                       |       | اصلی  |
| مهنوش صادقی     | ریحان، خواهر لطیف                                                                         | مهمان |       |
| فرزاد حاتمیان   | محسن، شوهر خواهر لطیف                                                                     |       | مهمان |

## انتشار
فصل اول مجموعهٔ دردسرهای عظیم که پخش آن به تهیه کنندگی ایرج محمدی و مهران مهام، کارگردانی برزو نیک‌نژاد و نویسندگی علیرضا کاظمی‌پور و سعید جلالی بود، ۲۵ مرداد ۱۳۹۳ از شبکه سه آغاز شد و چهارشنبه ۲۶ شهریور ۱۳۹۳ به پایان رسید. فصل دوم از ۲۸ خرداد ۱۳۹۴ آغاز شد و در ۲ مرداد ۱۳۹۴ به پایان رسید.

## جوایز

### پانزدهمین دوره جشن حافظ
| قسمت                             | نامزد      | نتیجه    |
| -------------------------------- | ---------- | -------- |
| بهترین بازیگر مرد کمدی تلویزیونی | مهران رجبی | برنده    |
| بهترین بازیگر مرد کمدی تلویزیونی | جواد عزتی  | نامزدشده |
| بهترین بازیگر زن کمدی تلویزیونی  | مریم سعادت | نامزدشده |